# Котівська сільська рада (Вовчанський район)
Коті́вська сільська́ ра́да — адміністративно-територіальна одиниця та орган місцевого самоврядування в Вовчанському районі Харківської області. Адміністративний центр — село Котівка.

## Загальні відомості
- Котівська сільська рада утворена в 1929 році.
- Територія ради: 39,342 км²
- Населення ради: 330 осіб (станом на 2001 рік)

## Населені пункти
Сільській раді були підпорядковані населені пункти:
- с. Котівка
- с. Бережне

## Склад ради
Рада складалася з 12 депутатів та голови.
- Голова ради: Вдовіченко Анатолій Борисович
- Секретар ради: Осташевська Марина Василівна

### Керівний склад попередніх скликань
| Прізвище, ім'я, по батькові   | Основні відомості                                                                       | Дата обрання | Дата звільнення |
| ----------------------------- | --------------------------------------------------------------------------------------- | ------------ | --------------- |
| Клюєва Ніна Михайлівна        | Сільський голова, 1953 року народження, позапартійна                                    | 26.03.2006   | 31.10.2010      |
| Вдовіченко Анатолій Борисович | Сільський голова, 1971 року народження, освіта середня спеціальна, член Народної партії | 31.10.2010   |                 |

Примітка: таблиця складена за даними сайту Верховної Ради України

### Депутати
За результатами місцевих виборів 2010 року депутатами ради стали:

#### За суб'єктами висування
| Суб'єкт висування                 | Кількість обраних депутатів | %    |
| --------------------------------- | --------------------------- | ---- |
| Партія регіонів                   | 10                          | 83,3 |
| Народна партія                    | 1                           | 8,3  |
| Політична партія «Сильна Україна» | 1                           | 8,3  |

#### За округами
| № округу                          | Прізвище, ім'я, по батькові       | Дата визнання обраним | Освіта             | Партійна приналежність                  | Відомості про обраного депутата          |
| --------------------------------- | --------------------------------- | --------------------- | ------------------ | --------------------------------------- | ---------------------------------------- |
| Народна Партія                    |                                   |                       |                    |                                         |                                          |
| 8                                 | Вдовиченко Наталя Юріївна         | 01.11.2010            | середня спеціальна | член Народної партії                    | тимчасово не працює                      |
| Партія регіонів                   |                                   |                       |                    |                                         |                                          |
| 1                                 | Осташевська Марина Василівна      | 01.11.2010            | середня            | член Партії регіонів                    | Котівська сільська рада, секретар        |
| 3                                 | Богданова Валентина Володимирівна | 01.11.2010            | середня спеціальна | член Партії регіонів                    | ПСП «Молнія-1», завідувачка їдальні      |
| 4                                 | Лапоть Олександр Іванович         | 01.11.2010            | середня            | член Партії регіонів                    | тимчасово не працює                      |
| 5                                 | Колєснік Сергій Федорович         | 01.11.2010            | вища               | член Партії регіонів                    | Котівська загальноосвітня школа, вчитель |
| 6                                 | Чеканова Лариса Єгорівна          | 01.11.2010            | середня            | член Партії регіонів                    | тимчасово не працює                      |
| 7                                 | Чорнобай Ірина Олексіївна         | 01.11.2010            | середня спеціальна | член Партії регіонів                    | ПСП «Молнія-1», робітник                 |
| 9                                 | Панін Сергій Володимирович        | 01.11.2010            | середня            | член Партії регіонів                    | База відпочинку «Парус», охоронець       |
| 10                                | Гончарова Валентина Василівна     | 01.11.2010            | середня            | член Партії регіонів                    | ПСП «Молнія-1», робітниця                |
| 11                                | Попсуліс Віктор Васильович        | 01.11.2010            | середня            | член Партії регіонів                    | тимчасово не працює                      |
| 12                                | Бондаренко Ольга Анатоліївна      | 01.11.2010            | середня            | член Партії регіонів                    | Магазин райспоживспілки, продавець       |
| Політична партія «Сильна Україна» |                                   |                       |                    |                                         |                                          |
| 2                                 | Осташевський Юрій Леонідович      | 01.11.2010            | середня спеціальна | член Політичної партії «Сильна Україна» | ПСП «Молнія-1», начальник мехзагону      |